# Ботово (городской округ Черноголовка)
Ботово — деревня в городском округе Черноголовка Московской области, ранее входила в Ногинский район.

## Население
| 1852 | 1859 | 1869 | 1886 | 1899 | 1926 | 2002 |
| ---- | ---- | ---- | ---- | ---- | ---- | ---- |
| 351  | ↗400 | ↘377 | ↗440 | ↘165 | ↗498 | ↘161 |
| 2010 | 2013 |      |      |      |      |      |
| ↗181 | ↗189 |      |      |      |      |      |

## История
К городскому округу «Черноголовка» деревня отнесена в соответствии с Законом Московской области от 28 февраля 2005 года № 61/2005-ОЗ «О статусе и границе городского округа Черноголовка» в ходе муниципальной реформы.